# بوناتية قلبية الأوراق
بوناتية قلبية الأوراق (الاسم العلمي: Bonnetia cordifolia) هي نوع من النباتات تتبع جنس البوناتية من فصيلة البوناتية.